# Christian Genzel
Christian Genzel (* 1978 in Kassel) ist ein deutscher Filmemacher, Filmjournalist und Podcaster, der in Salzburg lebt.

## Leben
Christian Genzel studierte von 1999 bis 2004 Anglistik und Amerikanistik an der Paris Lodron Universität Salzburg und schrieb seine Magisterarbeit über die Filme von John Carpenter. Von 2000 bis 2005 war er Mitglied der Theatergruppe English Drama Group Salzburg.

## Arbeit als Regisseur, Drehbuchautor und Produzent
Nach einigen Kurzfilmen veröffentlichte Genzel 2006 den Kurzspielfilm Schlaflos mit Maximilian Simonischek und Stefan Murr in den Hauptrollen. Der Film gewann 2007 beim Salzburger Festival Film:riss den Publikumspreis im Bereich Fiktion.
2011 erschien Genzels erster Langfilm Die Muse, ein Thriller mit Thomas Limpinsel und Henriette Müller in den Hauptrollen.
Sein Mystery-Kurzfilm Cinema dell' oscurità wurde 2017 für den Shocking Shorts Award nominiert.
2019 inszenierte Genzel Brezel Görings Theaterstück Unbehagen in der Mittelstufe mit Laiendarstellern im Literaturhaus Salzburg.
Seit 2020 produziert Genzel Dokumentationen und Interview-Featurettes für Heimkino-Veröffentlichungen, unter anderem für die Filme Twister und Pitch Black und die Serie Knight Rider. Für eine Neuauflage von Peter Jacksons Horrorkomödie The Frighteners drehte er eine spielfilmlange Dokumentation mit Interviews mit den Schauspielern Dee Wallace und Jake Busey, den Spezialeffektkünstlern Richard Taylor und Wes Takahashi, Cutter Jamie Selkirk, Kameramann John Blick und Szenenbildner Grant Major.
2024 stellte Genzel seinen Dokumentarfilm Finding Planet Porno: The Wild Journey of American Cinema's First Outlaw fertig, der die Geschichte des Regisseurs Howard Ziehm erzählt. In dem Film sind neben Ziehm selbst u. a. auch die Regisseure William Lustig und Mick Garris sowie die Erotik-Fotografin Suze Randall zu sehen. Die Deutschlandpremiere feierte der Film im Oktober 2024 im Rahmen der 58. Internationalen Hofer Filmtage.

## Journalist und Filmhistoriker
Als Filmjournalist und Filmhistoriker publizierte Christian Genzel u. a. in den Salzburger Nachrichten, in Film & TV Kamera, Ray, 35 Millimeter, Celluloid, Neon Zombie und im Webportal GMX. Außerdem schreibt er in den Bereichen Musik und Retrogaming, u. a. für das amerikanische Unternehmen AllMusic und die Zeitschrift GameStar.
Er schrieb Essays für Wiederveröffentlichungen von Filmen wie Flesh Gordon, Twister oder Shrooms – Im Rausch des Todes.
Für Cecil B. DeMilles Epos Kreuzritter – Richard Löwenherz sprach Genzel zusammen mit dem Journalisten Clemens Williges und dem Filmwissenschaftler Christoph Seelinger einen filmhistorischen Audiokommentar ein.
An der Universität Salzburg unterrichtete und kuratierte Genzel mehrere Filmkurse, u. a. zu den Themen „Film und Exil“ und „Film und die Apokalypse“. Er hielt auch Gastvorträge dort, u. a. zu Filmen wie Blair Witch Project, Easy Rider und Gummo. An der Robert-Jungk-Bibliothek für Zukunftsfragen sprach Genzel 2024 über Darstellungen Künstlicher Intelligenz im Film.

## Podcaster
Seit 2016 betreibt Genzel den Filmgeschichte-Podcast Lichtspielplatz, der 2021 und 2022 von der Website film.at unter die 10 besten deutschsprachigen Filmpodcasts gewählt wurde. Zu den Interview-Gästen im Podcast zählen Filmschaffende wie Nicholas Meyer, Jan de Bont, Dave Callaham, Zak Penn, Uwe Boll, Adrian Goiginger, John Ottman, Bert I. Gordon, Jamie Blanks und Steven de Souza, der Schauspieler Sean Patrick Flanery und der Romanautor Wolfgang Hohlbein.
Viele Interviews wurden in Langform auch im Begleitpodcast Talking Pictures veröffentlicht. Dort erschienen auch z. B. Gespräche mit der Regisseurin Jackie Kong oder dem Regisseur Mark W. Travis.
Seit 2023 produziert Genzel außerdem zusammen mit dem Spielejournalisten Heinrich Lenhardt den Podcast Pixelkino, der sich mit Computerspielen zu Filmen und Videospielverfilmungen auseinandersetzt. Hier waren Regisseur Uwe Boll und Spieledesigner Rex Bradford zu Gast. Seit der im Oktober 2024 gestarteten dritten Staffel wird das Pixelkino über den Retrogaming-Podcast Stay Forever vertrieben.

## Filmographie (Auswahl)
- 2006: Schlaflos (Kurzspielfilm)
- 2011: Die Muse (Spielfilm)
- 2016: Cinema dell' oscurità (Kurzfilm)
- 2022: No Way to Make a Living: A Look Back at "The Frighteners" (Dokumentarfilm)
- 2024: Finding Planet Porno: The Wild Journey of American Cinema's First Outlaw (Dokumentarfilm)